# Guvernementet Taurien
Guvernementet Taurien var ett guvernement i Nya Ryssland i södra delen av Kejsardömet Ryssland, 1802–1917. Det omfattade halvön Krim (vars antika grekiska namn är Tauris och parallellnamnet Taurien) och en del av det idag ukrainska fastlandet, mellan nedre Dnjepr samt Svarta havets och Azovska sjöns kuster, samt gränsade i norr till guvernementet Cherson och Jekaterinoslav. Ytan var 63 450 km2, av vilka 25 140 km2 på Krim.
Fastlandsdelen bestod av en vågig stäpp av "svartjord" (Nogaiska stäppen), endast på några ställen bestående av salthaltig lera, såsom vid Sivasjviken ("ruttna sjön"), eller av sand, vid Dnjeprs nedre lopp. Den vattnas av Dnjepr, som flyter längs nordvästra gränsen, och av två mindre floder, Molotjnaja och Berda. En mängd små sjöar och dammar förekommer i norr, särskilt i sandstäpperna vid Dnepr, där salt produceras. Skog saknas, med undantag av planteringar i mennoniternas kolonier.
Jordbruk och boskapsskötsel (mest fåravel) var huvudnäringar. Vete var huvudsäden. Industrin var obetydlig, men exporthandeln med spannmål, salt, fisk, ull och talg var mycket livlig. Handelns huvudcentra var Kachovka vid Dnepr, Berdjansk vid Azovska sjön samt sjöhamnarna Eupatoria, Sevastopol, Sudak och Feodosia.
Befolkningen, vars antal uppgick till omkring 2 miljoner personer (1914), bestod till större delen av ukrainare, ryssar och krimtatarer (omkring 100 000) samt för övrigt av armenier, judar, romer, greker och andra européer, i synnerhet tyskar (1897 78 300), i det sedan längre tid tillbaka nybyggare från Tyskland och Schweiz (mennoniter från Preussen) av ryska regeringen inbjudits såväl till Krim som till fastlandsdelen och där anlagt kolonier, de största i kretsen Berdjansk, kring Molotjnaja. Taurien låg inom det judiska bosättningsområdet i Ryska imperiet.
Guvernementet indelades i åtta kretsar (ujezd): Olesjki, Berdjansk, Melitopol, Eupatoria, Perekop, Simferopol, Feodosia och Jalta.